# Referèndum sobre les pensions de Letònia de 2008
El Referèndum sobre les pensions de Letònia de 2008 va tenir lloc a Letònia el 23 d'agost de 2008.
La pregunta feta als votans va ser: «Dona suport vostè el projecte de llei que s'està fent de "Reformes a la Llei de pensions de l'Estat?"» 
Es va fracassar a causa de la baixa participació, ja que haurien estat necessaris 453.730 vots (la meitat dels vots emesos a l'elecció parlamentària anterior) perquè fos vàlid. No va ser acceptat el projecte de llei.